# Opie Read
Opie Percival Read, född 22 december 1852 i Nashville, USA, död 2 november 1939 i Chicago, USA, var en amerikansk journalist och humorist. Över 60 böcker av Opie Read har publicerats.
Fram till 1887 redigerade Opie Read sex olika tidningar i den amerikanska Södern. Detta år flyttade han till Chicago och fortsatte endast arbetet med Arkansas Traveler, ett humormagasin han grundade 1882. Mellan 1888 och 1908 utgav Read 54 olika böcker, därav 31 romaner, 18 novellsamlingar och fem fackböcker. Efter 1908 förefaller Read mer eller mindre att ha gått i pension; under de trettio år som återstod till hans död 1939 utgavs endast sex böcker. Av dessa var två barnböcker.
Många kritiker har senare avfärdat Opie Read och hävdat att han bara beskrivit sydstatsstereotyper ur den lägre klasserna för medelklassen i de norra staterna. 